# کیلز ماونتین، کوئینزلند
کیلز ماونتین (به انگلیسی: Kiels Mountain) یک حومه شهر و کوه در استرالیا است که در کوئینزلند واقع شده‌است.